# Love Me Two Times
"Love Me Two Times" é uma canção gravada pela banda estadunidense The Doors. Aparecendo pela primeira vez em seu segundo álbum de estúdio, Strange Days, foi posteriormente editada para uma duração de 2:37 e lançada como o segundo single (depois de "People Are Strange") daquele álbum. O single alcançou a posição 25 nas paradas dos Estados Unidos.
"Love Me Two Times" foi considerada um tanto ousada para ser tocada no rádio, sendo proibida em New Haven por ser "muito controversa", para grande consternação da banda.

## Composição
Assim como nas outras canções de Strange Days, as notas do encarte do álbum listam os compositores como "The Doors", assim como o single "Love Me Two Times"; a organização de direitos autorais American Society of Composers, Authors and Publishers (ASCAP) indica os integrantes do Doors, individualmente, como autores.
"Love Me Two Times" incorpora elementos de blues e de música barroca, e foi classificada como uma canção pop, e blues rock. O guitarrista da banda, Robby Krieger, declarou a Alan Paul, da revista Guitar World, que a inspiração para a música veio de um lick de uma das composições de Danny Kalb. O tecladista Ray Manzarek tocou a versão final desta canção num cravo, não num clavicórdio como frequentemente é confundido. Manzarek o descreveu como "um instrumento muito elegante que normalmente não se associa ao rock and roll".

### Letra
Em sua autobiografia, Manzarek descreveu a canção como "o grande clássico blues/rock de Robby [Krieger] sobre luxúria e perda, ou orgasmos múltiplos, não tenho certeza de qual". De acordo com o autor Rich Weidman, a canção é sobre um marinheiro ou soldado que passa um último dia com sua namorada antes de partir para a guerra.

## Recepção
Em uma análise do álbum Strange Days para o AllMusic, o crítico Richie Unterberger descreveu "Love Me Two Times" como "ritmicamente irregular", enquanto a Rolling Stone chamou a música de uma "peça pesada, evocativa e climática". Sal Cinquemani, da Slant Magazine, também proclamou que a música é a "melodia de rock mais acessível e direta" do álbum e elogiou seu "solo de cravo virtuoso e um dos riffs de guitarra mais groovy da banda". A Billboard descreveu o single como um "folk rock forte que não pode deixar de subir ao topo da Hot 100". A Cash Box disse que a música era "um sólido blues de Chicago com um soco próprio" e tem um "ritmo de rock que se desenvolve através dos impulsos vocais do líder Jim Morrison e excelentes seções instrumentais".

## Créditos
Créditos adaptados do livro The Doors – Sounds for Your Soul – Die Musik Der Doors:
The Doors
- Jim Morrison – vocal
- Ray Manzarek – cravo
- Robby Krieger – guitarra
- John Densmore – bateria

Músicos adicionais
- Doug Lubahn – baixo

## Versão de Aerosmith
"Love Me Two Times" foi regravada pelo Aerosmith para a trilha sonora do filme Air America, de 1990 (cuja produtora, Carolco Pictures, também produziria um filme biográfico sobre o Doors). A banda também a apresentou em seu MTV Unplugged, de 1990, no qual o vocalista Steven Tyler dedicou a canção a Jim Morrison, que se apresentou com o Doors no mesmo local da apresentação do Unplugged, o Teatro Ed Sullivan, vários anos antes. A versão de 1990 alcançou a posição 27 na parada Mainstream Rock Tracks, dos Estados Unidos. Em 2001, a música foi incluída em seu álbum de grandes êxitos, Young Lust: The Aerosmith Anthology. Além disso, uma versão remixada foi incluída no álbum tributo ao Doors, Stoned Immaculate, com slide guitar adicionado por Robby Krieger e teclados por Ray Manzarek.